# Неймовірні пригоди Адель Блан-Сек
«Неймовірні пригоди Адель Блан-Сек» (фр. Les Aventures extraordinaires d'Adèle Blanc-Sec) — французький фентезійний пригодницький фільм 2010 року режисера Люка Бессона.

## Опис
Події відбуваються у Франції 1912 року. Адель Блан-Сек була перспективною журналісткою, яка повністю належить своїй улюбленій роботі. Характер у неї був зарозумілий і складний, тому вона не була особливо популярною серед чоловіків. Але це не хвилювало дівчину, яка захоплюється усім незвичайним і постійно знаходиться в пошуках унікальних фактів. Вона мріяла зібрати приголомшливий, сенсаційний матеріал і вразити своїх читачів. З цієї причини, журналістка зовсім не злякалася, коли її хороший знайомий, професор Есперандьє зміг домогтися появи дитинчати птеродактиля з давнього, ледь вцілілого яйця. Вона захоплювалася його вдалим експериментом у той час, коли все місто піддалося паніці.
Інтерес Адель до таких речей був обумовлений хворобою її сестри, прикутою до ліжка. У глибині душі Блан-Сек сподівалася на диво, і вірила в здатність професора оживити єгипетську мумію, що належить знаменитому лікареві. За старими повір'ями саме вона могла зберігати в собі таємниці медицини. Тому, коли в далеку країну на пошуки цих останків вирушила експедиція вчених, красуня без роздумів погодилася в ній брати участь.

## У ролях
- Луїз Бургуан — Адель Блан-Сек
- Матьє Амальрік — Дьєлеве
- Філіпп Наон — професор Менар
- Жиль Лелуш — інспектор Альбер Капоні
- Жан-Поль Рув — Жюстен де Сен-Юбер
- Джекі Нерсессян — професор Есперандьє
- Ніколя Жиро — Анжі Зборовський
- Фредерік Бель — The Bourgeois
- Лора де Клермон — Агата Блан-Сек
- Сванн Арло — глашатай в Єлисейському палаці
- Жерар Шайлу — президент Франції Арман Фальєр